# (148009) 1997 NW
1997 أن دابليو (ويعرف أيضًا باسم (148009) 1997 أن دابليو وفق تسمية الكوكب الصغير) (بالإنجليزية: 1997 NW)‏ هو كويكب ضمن حزام الكويكبات؛ وترتيبه 148009 من حيث الاكتشاف.
اكتُشف هذا الجُرم الفلكي بواسطة Atsushi Sugie ‏ في 3 يوليو 1997.

## وصلات خارجية
- (148009) 1997 NW في قاعدة بيانات مختبر الدفع النفاث لأجرام النظام الشمسي الصغيرة

- الاكتشاف · مخطط المدار ·  العناصر المدارية · المعلمات المادية

- (148009) 1997 NW على موقع ويكي سكاي: DSS2, SDSS, GALEX, IRAS, Hydrogen α, X-Ray, Astrophoto, Sky Map, Articles and images